# Статус сити в Великобритании
Ста́тус си́ти в Великобрита́нии (англ. City status in the United Kingdom) — право, предоставляемое британским монархом избранным муниципальным образованиям Великобритании.
Этот статус не даёт муниципальному сообществу никаких дополнительных прав, кроме престижа и права именовать себя «сити». В настоящее время статус предоставляется по результатам конкурса, а не предоставляется автоматически по каким-то отдельным критериям, хотя традиционно (до 1888 года) он предоставлялся городам, имеющим на своей территории кафедральный собор. Связь между наличием кафедрального собора и наименованием «сити» была установлена Генрихом VIII в 1540-х годах. Он основал епархии-диоцезы (каждая из которых имела свой кафедральный собор) в шести городах Англии и дополнительно присвоил им звание «сити», пожаловав специальную грамоту.
Статус «сити» в Ирландии получило намного меньше городов, чем в Англии или Уэльсе. Из тех, что получили статус до начала XIX века, всего два города находятся на территории Северной Ирландии. В Шотландии не было городов со статусом сити до конца XIX столетия. В то время возродилась практика жалования статуса «сити», сперва в Англии, где это было связано с установлением новых кафедральных соборов, а уже позднее в Шотландии и Ирландии.
В двадцатом веке статус города-сити в Англии и Уэльсе перестал ассоциироваться с наличием собора, и предоставляется муниципальным образованиям по различным критериям, включая количество населения.
Некоторые старые города были лишены статуса «сити» в связи с упразднением муниципальных образований, в которые они входили. Позднее были выпущены новые грамоты, возобновившие статус большинства из этих городов, за исключением трёх — Рочестер, Перт и Элгин. Перт снова получил статус «сити» весной 2012 года.
Сент-Дейвидс c населением менее 2000 человек является самым маленьким населённым пунктом со статусом «сити».

## Муниципальные образования Великобритании, имеющие статус «сити»
Всего в Великобритании 69 муниципальных образований, имеющих статус сити. Ниже приведен список, где перечислены все муниципальные образования со статусом сити, отдельно для Англии, Шотландии, Уэльса и Северной Ирландии в алфавитном порядке. При этом дополнительно указан вид (тип) муниципального образования, обладающего статусом сити.
Список составлен в форме: название муниципального образования — вид муниципального образования.

### Англия
- Бат — не определено, в связи с административной реформой
- Бирмингем — район метропольного графства
- Брайтон и Хоув — унитарная единица
- Бристоль — унитарная единица, церемониальное графство
- Брэдфорд — район метропольного графства
- Вестминстер — район Большого Лондона
- Винчестер — район неметропольного графства
- Вулвергемптон — район метропольного графства
- Вустер — район неметропольного графства
- Глостер — район неметропольного графства
- Дарем — не определено, в связи с административной реформой
- Дерби — унитарная единица
- Или — гражданский приход
- Йорк — унитарная единица
- Карлайл — район неметропольного графства
- Кембридж — район неметропольного графства
- Кентербери — район неметропольного графства
- Кингстон-апон-Халл — унитарная единица
- Ковентри — район метропольного графства
- Ланкастер — район неметропольного графства
- Лестер — унитарная единица
- Ливерпуль — район метропольного графства
- Лидс — район метропольного графства
- Линкольн — район неметропольного графства
- Личфилд — гражданский приход
- Лондонский Сити — уникальное образование, церемониальное графство
- Манчестер — район метропольного графства
- Норидж — район неметропольного графства
- Ноттингем — унитарная единица
- Ньюкасл-апон-Тайн — район метропольного графства
- Оксфорд — район неметропольного графства
- Питерборо — унитарная единица
- Плимут — унитарная единица
- Портсмут — унитарная единица
- Престон — район неметропольного графства
- Рипон — гражданский приход
- Сандерленд — район метропольного графства
- Саутгемптон — унитарная единица
- Сент-Олбанс — район неметропольного графства
- Солсбери — гражданский приход
- Солфорд — район метропольного графства
- Сток-он-Трент — унитарная единица
- Труро — гражданский приход
- Уэйкфилд — район метропольного графства
- Уэлс — гражданский приход
- Херефорд — гражданский приход
- Челмсфорд
- Честер — не определено, в связи с административной реформой
- Чичестер — гражданский приход
- Шеффилд — район метропольного графства
- Эксетер — район неметропольного графства

### Шотландия
- Абердин — округ
- Глазго — округ
- Данди — округ
- Инвернесс — не определено
- Перт — округ
- Стерлинг — не определено
- Эдинбург — округ

### Уэльс
- Бангор — местный совет
- Кардифф — область
- Ньюпорт — область
- Сент-Дейвидс — местный совет
- Сент-Асаф — местный совет
- Суонси — область

### Северная Ирландия
- Арма (район) — район
- Белфаст (район) — район
- Дерри (район) — район
- Лисберн (район) — район
- Ньюри — не определено